# Stenobermuda acutirostrata
Stenobermuda acutirostrata là một loài chân đều trong họ Stenetriidae. Loài này được Schultz miêu tả khoa học năm 1979.